# Coming Into Full Bloom
Coming Into Full Bloom är titeln på RASA:s andra studioalbum, utgivet 1979. 

## Låtlista
1. Eternal Spaceman
2. Mahā-mantra
3. My Wasted Life
4. Six Wonderful Men
5. The Jewel Quality
6. Childhood Pastimes

## Medverkande
- Mikael Lammgård - bas
- Kent Larsson - trummor
- Stig Sjöberg - gitarr
- Madhava Puri - orgel
- Robert Campagnola (alias Vishnupada) - slagverk, piano, orgel, sång